# Йовович, Мило
Мило Петрович Йовович (серб. Мило Петров Јововић; 1824, Марковина, Катунская нахия — 1877, Никшич, 1877) — православный священник, черногорский герой и воевода. Мило — участник турецко-черногорских войн. В 1877 году он был убит в осаде Никшича.
Летописец о его смерти оставил следующую запись:
Известный поп Мило Йовович из Марковины выпрыгнул из окопа, и флегматично отправился к турецкой траншее. Стрелковый взвод турок яростно отстреливался из окопов. Мило подобрался к амбару, который был около стен города, сел в середине поля и стал взывать самым известным героям Никшича. Один никшичец выпрыгнул из окопа, побежал и отсек голову Мило перед обеими армиями. Это странное зрелище очень удивило обе стороны. Различные понимания этого поступка возникли в армиях, но обе посчитали её героической и страшной.
Он был известен как очень красноречивый человек и хороший гусляр. Разбирался в народных песнях. Его смерть воспевается и поныне в песне «Смерть попа Мило Йововича». Считается, что голову ему отрубил Госпава Станиша Мацанович из Озрничей, которая внесла свой вклад в отвоевание города от турок в 1877 году. Позже он был награждён принцем Николой. Мать Мило Йововича, Четна, в поэзии описывается как сербская спартанка.